# Clément Noël
Clément Noël, född 3 maj 1997, är en fransk alpin skidåkare som debuterade i världscupen den 13 november 2016 i Levi i Finland. Hans första individuella pallplats i världscupen kom när han slutade tvåa i tävlingen i slalom den 13 januari 2019 i Adelboden i Schweiz. En vecka senare vann han karriärens första världscupseger i och med förstaplatsen i slalom i Wengen i Schweiz.
Noël deltog vid olympiska vinterspelen 2018.